# Witte oogbladroller
De witte oogbladroller (Epinotia bilunana) is een vlinder uit de familie Tortricidae, de bladrollers. De spanwijdte van de vlinder bedraagt tussen de 13 en 17 millimeter. De soort overwintert als rups.

## Waardplant
De witte oogbladroller heeft berk als waardplant. De rupsen eten van de katjes.

## Voorkomen in Nederland en België
De witte oogbladroller is in Nederland en in België een vrij algemene soort, die verspreid over het hele gebied kan worden gezien. De soort vliegt van mei tot in augustus.